# Julija Błahinia
Julija Ołehiwna Błahinia-Chałwadży (ukr. Юлія Олегівна Халваджи-Благиня; ur. 21 lutego 1990) – ukraińska zapaśniczka startująca w kategorii do 51 kg w stylu wolnym, brązowa medalistka mistrzostw świata, mistrzyni Europy.
Olimpijka z Rio de Janeiro 2016, gdzie zajęła jedenaste miejsce w kategoria 53 kg.
Największym jej sukcesem jest złoty medal mistrzostw Europy w 2011 roku oraz brązowy w mistrzostwach świata trzy lata wcześniej w kategorii do 51 kg. Wicemistrzyni igrzysk europejskich w 2019. Trzecia w Pucharze Świata 2010 i ósma w 2014. Trzecia na uniwersjadzie w 2013. Mistrzyni świata juniorów w 2009 roku.